# Галлодоро
Галлодоро (итал. Gallodoro) — коммуна в Италии, располагается в регионе Сицилия, в провинции Мессина.
Население составляет 409 человек (2008 г.), плотность населения составляет 68 чел./км². Занимает площадь 6 км². Почтовый индекс — 98030. Телефонный код — 0942.
Покровителями коммуны почитаются Пресвятая Богородица и святой Феодор Тирон, память 9 ноября.

## Демография
Динамика населения:

## Администрация коммуны
- Официальный сайт: http://www.comunegallodoro.com/ Архивная копия от 28 июня 2012 на Wayback Machine